# Ким Мин Сок (политик)
Ким Мин Сок (кор. 김민석; род. 29 мая 1964 года, Ёндынпо, Сеул, Республика Корея) — южнокорейский активист и политический деятель, премьер-министр Республики Корея (с 3 июля 2025 года). Ранее был членом Национального собрания от 2-го избирательного округа Ёндынпхо с 2020 года и с 1996 по 2002 годы.

## Ранние годы
Ким Мин Сок родился в Сеуле в 1964 году, младшим из троих детей у Ким Джу Вана и Ким Чун Ок. Его старший брат, Ким Мин Ун, является пастором церкви Гилботт в Ривер Эдж, Нью-Джерси, США. Его второй старший брат, Ким Мин Хва, погиб в 1987 году в результате дорожно-транспортного происшествия.
Учился в средней школе Сунгсиль и изучал социологию в Сеульском национальном университете. В 1982 году его брат Ким Мин Ун отправился в Соединённые Штаты, чтобы изучать политологию в Университете Делавэра, но вскоре передумал и стал пастором. Однако там он возглавил движение за объединение и поэтому не смог вернуться на родину до 2002 года из-за нарушения Закона о национальной безопасности. Три года спустя Ким Мин Сок был избран президентом студенческого совета своего университета, но был приговорен к 5 годам и 6 месяцам тюремного заключения по делу об оккупации Американского культурного центра. Он был освобождён 27 февраля 1988 года после помилования новоизбранным президентом Ро Дэ У. После задержания его мать Ким Чун Ок основала «Совет по движению семей за осуществление демократии». Ким навестила своего старшего сына в 1999 году, до этого она не могла приехать, так как посольство Соединённых Штатов отклонило её заявление на визу из-за активистской карьеры её младшего сына — Ким Мин Сока.
В 1987 году Ким потеряла своего второго сына, Ким Мин Хва. В морге больницы её навестил Ким Дэ Джун, который впоследствии стал президентом страны. Примерно в тот же период сам Ким Мин Сок также приблизился к будущему президенту.